# Eupithecia truncatipennis
Eupithecia truncatipennis là một loài bướm đêm trong họ Geometridae.